# Erich Poppe
Erich Poppe (* 26. Juli 1951) ist ein deutscher Keltologe und Professor an der Philipps-Universität Marburg.

## Leben
Poppe wurde 1980 promoviert und 1989 habilitiert. Zwischen 1991 und 1995 arbeitete er als Lecturer an der Universität Cambridge. Seit 1995 hat er eine Professur für Keltologie an der Universität Marburg inne. 2009 wurde er zusammen mit Regine Reck für sein Buch Selections from Ystorya Bown o Hamtwn mit dem Vernam Hull Memorial Prize ausgezeichnet.
Anlässlich seines 60. Geburtstages im Jahre 2011 widmeten ihm ehemalige und aktuelle Studierende eine Festschrift.
Poppes Arbeitsschwerpunkt liegt im Bereich der mittelalterlichen keltischen Sprachen und Kulturen.

## Schriften
Monographien
- C. F. Aichingers Versuch einer teutschen Sprachlehre. Untersuchungen zur Geschichte der deutschen Grammatikschreibung im 18. Jahrhundert. Hildesheim: Georg Olms. 1982.
- Multiplex sane linguarum ac dialectorum varietas. Zur Quellenrekonstruktion im Mithridates des Konrad Gessner am Beispiel des Keltischen. Münster: Institut für Allgemeine Sprachwissenschaft. 1986.
- Untersuchungen zur Wortstellung im Mittelkymrischen. Temporalbestimmungen und funktionale Satzperspektive. Hamburg: Buske. 1991.
- Imtheachta Aeniasa. The Irish Aeneid. The Classical Epic from an Irish Perspective. London: Irish Texts Society. 1995 (= Irish Texts Society. Subsidiary Series. 3).
- Of Cycles and Other Critical Matters. Some Issues in Medieval Irish Literary History and Criticism. Cambridge: Department of Anglo-Saxon, Norse, and Celtic. 2008.